# Piotr Rud´
Piotr Gawriłowicz Rud´ (ros. Пётр Гаврилович Рудь, ur. 15 sierpnia 1896 w Aleksandrii w guberni jekaterynosławskiej, zm. 15 listopada 1937 w Moskwie) – funkcjonariusz radzieckich służb specjalnych, komisarz bezpieczeństwa państwowego 3 rangi.

## Życiorys
Urodzony w rodzinie żydowskiego dekarza, od czerwca do sierpnia 1916 członek partii mienszewickiej, od listopada 1917 członek partii bolszewickiej, od listopada 1919 funkcjonariusz charkowskiej gubernialnej Czeki. Od lipca 1922 do kwietnia 1923 szef Wydziału Kontrwywiadowczego Pełnomocnego Przedstawicielstwa GPU Południowego Wschodu, potem pomocnik szefa Sekcji Tajno-Operacyjnej PP OGPU Południowego Wschodu/Kraju Północnokaukaskiego, od 26 października do grudnia 1923 p.o. szefa tej sekcji, od grudnia 1923 do grudnia 1925 zastępca szefa Wydziału Specjalnego Północnokaukaskiego Okręgu Wojskowego, od września 1925 do stycznia 1926 zastępca szefa Sekcji Tajno-Operacyjnej PP OGPU Kraju Północnokaukaskiego. Od 1 marca 1927 do 24 stycznia 1928 zastępca pełnomocnego przedstawiciela OGPU Kraju Północnokaukaskiego, od 1 marca 1927 do 10 listopada 1929 szef Dońskiego Okręgowego Oddziału GPU, od 10 listopada 1929 do 29 stycznia 1931 ponownie zastępca pełnomocnego przedstawiciela OGPU Kraju Północnokaukaskiego, od 29 stycznia 1931 do 25 lipca 1933 pełnomocny przedstawiciel OGPU Kraju Dolnowołżańskiego. Od 5 stycznia do 10 lipca 1934 pełnomocny przedstawiciel OGPU Kraju Azowsko-Czarnomorskiego, od 15 lipca 1934 do 29 sierpnia 1936 szef Zarządu NKWD Kraju Azowsko-Czarnomorskiego, od 29 listopada 1935 komisarz bezpieczeństwa państwowego 3 rangi, od 9 listopada 1936 do 16 lutego 1937 szef Zarządu NKWD Tatarskiej ASRR, od 16 lutego do 20 lipca 1937 ludowy komisarz spraw wewnętrznych Tatarskiej ASRR.
W lipcu 1937 aresztowany, następnie rozstrzelany.

## Odznaczenia
- Order Czerwonego Sztandaru (23 września 1927)
- Odznaka "Honorowy Funkcjonariusz Czeki/GPU (V)" (1925)
- Odznaka "Honorowy Funkcjonariusz Czeki/GPU (XV)" (20 grudnia 1932)